# 山地マリ人
山地マリ人（さんちマリじん、ロシア語: Го́рные мари́йцы、マリ語: Кырык мары、英語: Hill (Mountain) Mari）とは、ロシア連邦のマリ・エル共和国に居住するマリ人の一派である。

## 概要
山地マリ人はマリ人の一派で、ヴォルガ川の右岸に居住している。主に農業を営む。マリ語の方言である山地マリ語を話す。